# Cour des Voir-Jurés de charbonnage

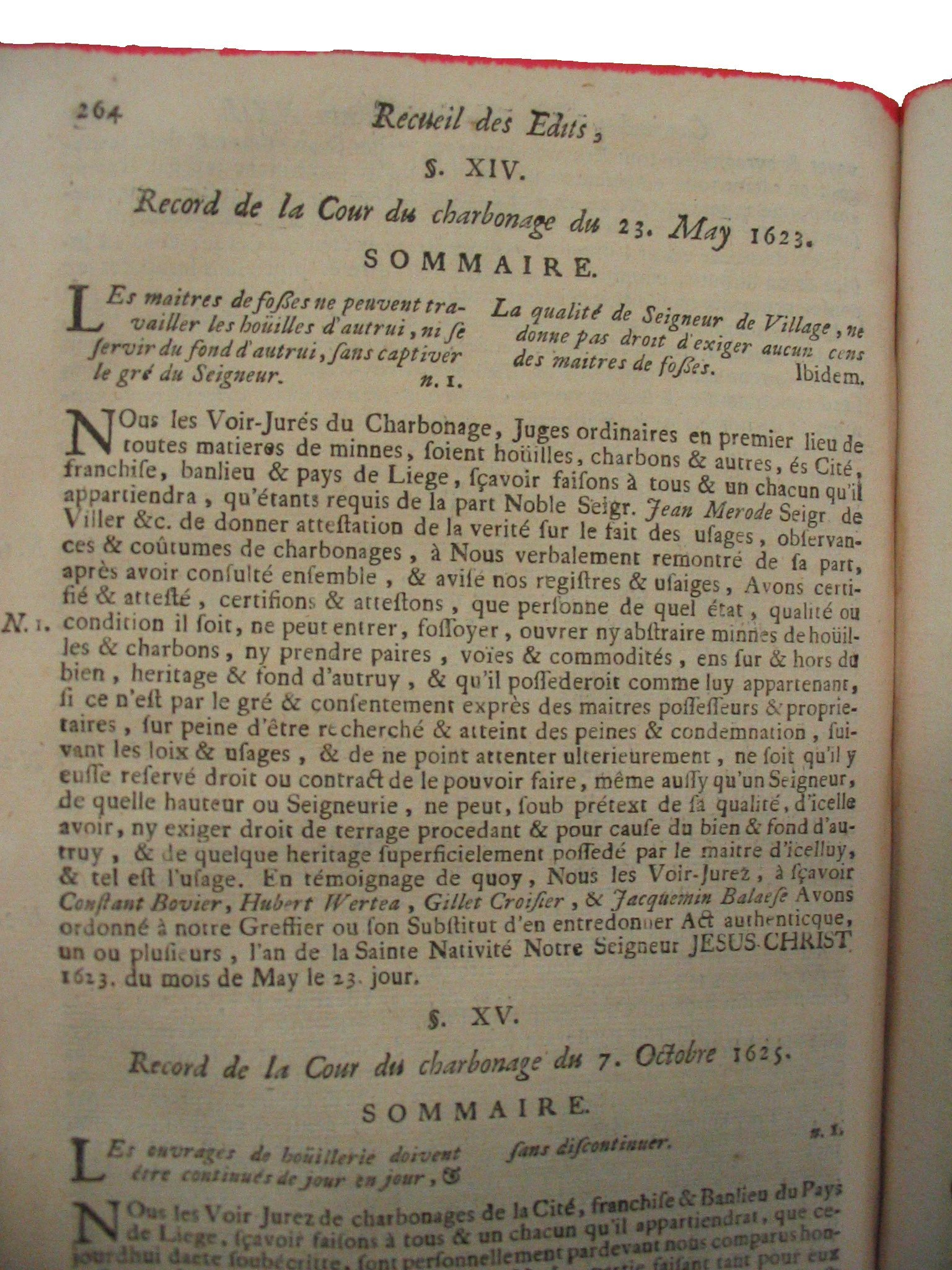
Record du 23 mai 1623 de la Cour des Voir-Jurés de charbonnage (dans Recueil des édits... de Louvrex, Tome 2, page 264, 1730.

La Cour des Voir-Jurés de charbonnage est une institution liégeoise dont la fonction était de régler les différents conflits en rapport avec l'exploitation des houillères de la région.  Elle était constituée de mineurs qualifiés et instruits qui statuaient en toute indépendance. Elle fonctionna dès le Moyen Âge et jusqu'à la révolution liégeoise.  Elle fut ensuite remplacée par le code des mines mis en place par Napoléon Ier[réf. nécessaire].
Les Voir-Jurés inspectaient régulièrement les installations et vérifiaient le respect des règles et contrats.  De nombreux conflits apparaissaient entre les différents intervenants : les propriétaires de la surface, les exploitants du sous-sol (charbon), mais aussi les gestionnaires d'areines (galeries d'exhaure), l'autorité publique et les personnes dépendantes des eaux de surface (force motrice, industries diverses).
Les publications des avis et jugements portent le nom de records.

## Sources
- Mathias-Guillaume de Louvrex, Recueil des édits, règlemens, privilèges, concordats et traitez du païs de Liége et comté de Looz,..., Liège, 1714-1735 (ré-édité en 1750-1752, 4 volumes (550p., 506p., 518p., 576p.))
- Traité des arènes construites au Pays de Liége, pour l'écoulement et l'épuisement des eaux dans les ouvrages souterrains des exploitations de mines de houille, de Crassier, 1827
- Note sur la Cour des Voirs-Jurés de Charbonnage dans Annales des travaux publics de Belgique (1857)